# Szent György-templom (Mezőhegyes)
A mezőhegyesi római katolikus templom a Béke–park déli oldalán épült 1845-46-ban, tervezője Handl Ferdinánd, aki a templom homlokzatát dór lizénákkal tagolta. A templomot a lovasok védőszentjéről, Szent Györgyről nevezték el.
A templom klasszicista stílusban épült. Belsejében a késő klasszicista festők, Pesky Géza és Herally György műveit, valamint Prokopp Péter és Molnár C. Pál modern képeit szemlélhetjük. 
A római katolikus templomot a magyar királyi földművelésügyi kormányzat és a ménesparancsnokság építtette, és működtetését 1948-ig biztosította, amikor az állami támogatás megszűnt.
A templomban 220 ülőhely van, három harangja elektromos energiával működik.
Mezőhegyest alapításától kezdve nagy többségében katolikusok lakják, és a templom felszentelésétől több mint ötven évig csak ez az egy templom – a katolikus – volt Mezőhegyesen. A templomot körülvevő négyszögletű park négy sarkán lugasszerű létesítmény volt, körmenetek alkalmával ezekbe a lugasokba oltárokat rendeztek be és a baldachin alatt a menetet vezető püspök itt állt meg rövid időre. A baldachint négy méneskari tiszthelyettes vitte, akik szintén díszruhába voltak öltözve. 
A templomot 1846. július 12-én szentelték fel. Első papját, az 1803-ban Budán született Gonzeczky János plébánost 1849. október 8-án Haynau kivégeztette, mivel a Habsburg-házat megtagadva, a szószékről olvasta fel a trónfosztó országgyűlési nyilatkozatot. A templom keleti, külső falán kararai márványtábla őrzi a hős pap emlékét.